# Orophus erosus
Orophus erosus är en insektsart som först beskrevs av Brunner von Wattenwyl 1891.  Orophus erosus ingår i släktet Orophus och familjen vårtbitare. Inga underarter finns listade i Catalogue of Life.